# Бусалов, Андрей Фёдорович
Андре́й Фёдорович Буса́лов (1917—1941) — сержант пограничных войск НКВД СССР, командир отделения 6-й погранзаставы 102-го пограничного отряда Ленинградского пограничного округа.

## Биография
Родился в крестьянской семье, русский.
В погранвойсках с 1940 года.
В ночь на 29 июня 1941 года финские войска вторглись на территорию Карело-Финской ССР. 30 июня 1941 года пулемётное отделение Бусалова было направлено на помощь пограничникам соседней 5-й заставы. В районе посёлка Райвио Лахденпохского района отделение вступило в неравный бой с наступавшим батальоном противника.
В ходе боя сержант Бусалов был ранен в руку, затем в живот, но продолжал командовать отделением и до смертельного ранения не прекращал вести огонь из своего пулемёта «максим», сдерживая наступление противника. Скончался, не приходя в сознание, по пути в госпиталь.
В июле 1941 года был направлен по команде наградной лист о присвоении звания Героя Советского Союза сержанту Бусалову. Приказом командующего Ленинградским фронтом от 23 мая 1942 года № 01175/н сержант Андрей Фёдорович Бусалов был награждён посмертно орденом Красного Знамени.
Похоронен на территории заставы, ныне «Застава имени сержанта А. Ф. Бусалова».

## Память
- Приказом МВД СССР № 307 от 22 августа 1946 года имя А. Ф. Бусалова было присвоено пограничной заставе, которую он защищал. Ныне «Застава имени сержанта А. Ф. Бусалова» входит в состав Пограничного управления ФСБ России по Республике Карелия[2].
- Именем А. Ф. Бусалова названа улица в городе Лахденпохья.
- Именем А. Ф. Бусалова названа школа в родном селе Дорогинка.